# Бжозовець (Люблінське воєводство)
Бжозовець, або Березовець (пол. Brzozowiec, раніше пол. Berezowiec) — село в Польщі, у гміні Дубенка Холмського повіту Люблінського воєводства. Населення — 42 особи (2011).

## Історія
За даними етнографічної експедиції 1869—1870 років під керівництвом Павла Чубинського, у селі проживали греко-католики, які розмовляли українською мовою.
Станом на 1921 рік село Березовець належало до гміни Білополе Грубешівського повіту Люблінського воєводства міжвоєнної Польщі. За офіційним переписом населення Польщі 10 вересня 1921 року в селі Березовець налічувалося 27 будинків та 194 мешканців, з них:
- 94 чоловіки та 100 жінок;
- 133 православні, 59 римо-католиків і 2 євангельські християни;
- 136 українців, 57 поляків і 1 німець;

У 1975—1998 роках село належало до Холмського воєводства.

## Населення
Демографічна структура станом на 31 березня 2011 року:
|          | Загалом | Допрацездатний вік | Працездатний вік | Постпрацездатний вік |
| -------- | ------- | ------------------ | ---------------- | -------------------- |
| Чоловіки | 17      | 3                  | 13               | 1                    |
| Жінки    | 25      | 0                  | 10               | 15                   |
| Разом    | 42      | 3                  | 23               | 16                   |